# Susehål
Susehål este o arie protejată (arie specială de conservare — SAC, sit de importanță comunitară — SCI) din Suedia întinsă pe o suprafață de 10,7 ha, integral pe uscat.

## Localizare
Centrul sitului Susehål este situat la coordonatele 57°44′18″N 15°22′17″E / 57.7384°N 15.3714°E.

## Înființare
Situl Susehål a fost declarat sit de importanță comunitară în ianuarie 1998 pentru a proteja 1 specie de plante. Situl a fost protejat și ca arie specială de conservare în martie 2011.

## Biodiversitate
Situată în ecoregiunea boreală, aria protejată conține 1 habitat natural: Taiga vestică.
La baza desemnării sitului se află o specie protejată de  plante: Buxbaumia viridis.